# Rostislav Kubišta
Major v. v. Rostislav Kubišta, (3. května 1925, Novostavce okr. Rovno, Polsko – 8. prosince 2014 Mladá Boleslav ) byl český voják a lesník, veterán druhé světové války.

## Předválečné období
Dětství prožil v ukrajinské obci Žitín, poblíž okresního města Rovno. To bylo centrem české Volyňské oblasti. Doma mluvili výhradně česky.
Základní školu navštěvoval v obci Žitín a gymnázium v Rovně. Výuka probíhala v ukrajinštině a polštině. Po okupaci východního Polska Sovětskou armádou se stal občanem SSSR a výuka pokračovala dle sovětského vzoru. Po útoku německé armády na Sovětský svaz a následné okupaci bylo gymnázium uzavřeno.

## Válečné období
V roce 1941 byl v zajateckém táboře v rovenských kasárnách, kde v nelidských podmínkách vykonával nejrůznější práce. Jako silnější jedinec měl na starosti pod vedením starého německého vojáka odklízení popravených zajatců sovětské armády.
Po roce a půl v zajetí utekl z tábora a následně vstoupil do partyzánské skupiny plk. Medveděva.
Po několika měsících vstoupil jako občan SSSR do Rudé armády, kde vykonával funkci tankového odstřelovače. Dne 15. 3. 1944 se stal vojínem Československé zahraniční armády. Poté byl převezen do Besarábie k rumunským hranicím, kde začal denní 12hodinový výcvik. Po základním výcviku absolvoval školu pro spojaře v Kamenci Podolském. Po návratu obdržel hodnost svobodníka, velitele spojovacího družstva.
Brzy byl převelen do letecké školy v Tělaví na Kavkaze, kterou nedokončil z důvodu prodělané malárie.
Převelen zpět k pozemním jednotkám jako spojař 5. dělostřeleckého pluku již v Krosnu. Stal se zástupcem velitele spojařské čety.

### Vyznamenání
Raněn do nohou a hlavy na dukelském bojišti. Po dobytí Dukelského průsmyku, čs. hranic obdržel ve Svidníku  čs. válečný kříž 1939. Po tajném přesunu děl. pluku na Jaslo byl vyznamenán  medailí Za chrabrost,  Pamětní medailí se štítkem SSSR a medailí Za zásluhy II. stupně.
Válečnou cestu zakončil v Žatci, kde byl dne 4. 1. 1946 propuštěn v hodnosti rotného na trvalou dovolenou.

## Poválečné období
V Československu zůstal natrvalo, vystudoval Vyšší lesnickou školu v Písku, oženil se a měl 3 děti. Celý život pracoval v lesnictví. Nikdy nebyl členem KSČ a pro svoje politické názory se musel několikrát stěhovat a dětem nebylo umožněno studovat. Žil ve městě Mladá Boleslav, kde byl čestným občanem a čestným členem Jednoty Mladá Boleslav ČsOL. Ministr obrany ČR Jaroslav Tvrdík mu udělil povolení nosit stejnokroj příslušníka Armády ČR, aby reprezentoval její válečné veterány. V roce 2003 obdržel od ministra obrany Kostelky za spolupráci s resortem obrany Záslužný kříž ministra III. stupně.
Pozn: Rok narození 1925 uvádí ve své knize vzpomínek, jejíhož vydání se nedožil. Často uváděné datum narození r. 1923 vychází z faktu, že po válce při usídlení v Čechách použil rodný list svého staršího bratra, jediný doklad, který se mu podařilo opatřit.